# Aleksandar Ilić
Aleksandar Ilić (Niš, Yugoslavia, 26 de junio de 1969) es un exjugador y entrenador de fútbol serbio. Actualmente está sin club.

## Carrera como jugador
En 1999, Ilić fue cedido al Cádiz. Fichó por el Vitesse en enero de 2004.

## Carrera como entrenador
En enero de 2022, Ilić fue nombrado entrenador de Al-Qadisiyah. Unos meses más tarde, se convirtió en entrenador de la selección del Líbano.

## Clubes

### Como jugador
| Club              | País         | Año       |
| ----------------- | ------------ | --------- |
| Estrella Roja     | Yugoslavia   | 1990      |
| Radnički Niš      | Yugoslavia   | 1991-1995 |
| Cádiz CF (cedido) | España       | 1994      |
| Paniliakos        | Grecia       | 1995-1997 |
| Club Brujas       | Bélgica      | 1997-1999 |
| Anderlecht        | Bélgica      | 2000-2003 |
| Vitesse           | Países Bajos | 2004      |
| Brussels FC       | Bélgica      | 2004-2005 |

### Como entrenador
| Club                 | País           | Año       |
| -------------------- | -------------- | --------- |
| Paniliakos           | Grecia         | 2007      |
| Radnički Niš         | Serbia         | 2009-2010 |
| Al-Ahli              | Arabia Saudita | 2011      |
| Radnički Niš         | Serbia         | 2012-2013 |
| Al-Ahli              | Arabia Saudita | 2013      |
| Al-Raed              | Arabia Saudita | 2016      |
| Al-Raed              | Arabia Saudita | 2018      |
| Al-Shorta            | Irak           | 2019-2020 |
| Al-Shorta            | Irak           | 2020-2021 |
| Al-Qadisiyah         | Arabia Saudita | 2022      |
| Selección del Líbano | Líbano         | 2022-2023 |
| Al-Arabi             | Arabia Saudita | 2024      |
| Al-Tai               | Arabia Saudita | 2024      |

## Palmarés

### Como jugador

#### Campeonatos nacionales
| Título                      | Club        | País    | Año     |
| --------------------------- | ----------- | ------- | ------- |
| Copa de Bélgica             | Club Brujas | Bélgica | 1995-96 |
| Supercopa de Bélgica        | Club Brujas | Bélgica | 1996    |
| Primera División de Bélgica | Club Brujas | Bélgica | 1997-98 |
| Supercopa de Bélgica        | Club Brujas | Bélgica | 1998    |
| Supercopa de Bélgica        | Anderlecht  | Bélgica | 2000    |
| Primera División de Bélgica | Anderlecht  | Bélgica | 2000-01 |
| Supercopa de Bélgica        | Anderlecht  | Bélgica | 2001    |

### Como entrenador

#### Campeonatos nacionales
| Título                    | Club         | País           | Año     |
| ------------------------- | ------------ | -------------- | ------- |
| Copa del Rey de Campeones | Al-Ahli      | Arabia Saudita | 2011    |
| Primera Liga serbia       | Radnički Niš | Serbia         | 2011-12 |
| Supercopa de Irak         | Al-Shorta    | Irak           | 2019    |